# Renato Civelli
Renato Civelli és un futbolista argentí amb passaport italià, que juga de defensa. Va nàixer el 14 d'octubre de 1983, en la ciutat de Pehuajó en la província de Buenos Aires de l'Argentina.
Civelli comença sa carrera al Banfield en la Primera Divisió Argentina. Després de dos anys amb el club fou contractat pel Marseille el gener del 2006, durant el període europeu de transferència de jugadors en hivern. Va tornar a l'Argentina en un contracte de préstec per un any després de la temporada 2006-07, unint-se a Gimnàstica en l'inici de l'Apertura 2007.
El seu germà petit Luciano és també futbolista professional.